# Vetese Guerino
Pierre Vettese dit Guérino, né à Gallarate le 1er août 1895 et mort à Malakoff le 24 février 1952, est un accordéoniste français d'origine sinti piémontaise.

## Biographie
On sait peu de chose sur la vie de Guerino, très connu au début des années 1930 avec son orchestre musette, l'« Orchestre de la Boite à matelots », qui fut l'un des as de l'âge d'or du musette.
Issu d’une famille de sinti d’italie, Guerino est né en Italie en 1895 et se serait installé en France avec sa famille en 1903. Il est décédé en 1952.
Il a joué notamment avec le célèbre guitariste d'origine manouche Django Reinhardt. Ses morceaux les plus connus sont Brise Napolitaine et Gallito.
Il est inhumé au cimetière de Malakoff, dans les Hauts-de-Seine.

## Sources
- (en) Michael Dregni, Django Reinhardt and the Illustrated History of Gypsy Jazz, 2006 (lire en ligne), p. 36-37